# ديفيد أ. كينيدي
ديفيد أ. كينيدي (بالإنجليزية: David Kennedy)‏ هو صحفي أمريكي، ولد في 15 يونيو 1955 في واشنطن العاصمة في الولايات المتحدة، وتوفي في 25 أبريل 1984 في The Brazilian Court ‏ في الولايات المتحدة بسبب جرعة زائدة.

## وصلات خارجية
- ديفيد أ. كينيدي على موقع IMDb (الإنجليزية)